# Alexander Petrowitsch Jasykow
Alexander Petrowitsch Jasykow (russisch Александр Петрович Языков; * 6. Maijul. / 18. Mai 1802greg.; † 15. Februarjul. / 27. Februar 1878greg. in Villedaigne) war ein russischer Generalleutnant und Direktor der Rechtsschule in St. Petersburg.

## Leben

### Herkunft und Familie
Alexander war ein Sohn des russischen Generalmajors Peter Grigorjewitsch Jasykow (1756–1826/1827) und der Alexandra Wassiljewna geb. Freiin von Mengden aus dem Hause Altenwoga. Seine Ehe mit Alexandra Iwanowa Gagarin blieb ohne Kinder.

### Werdegang
Jasykow trat in die Kaiserlich Russische Armee ein und stand 1823 als Fähnrich im Regiment „Leibgarde“. Er nahm am Türkenkrieg 1828 bis 1829 teil. 1831 hatte er sich im Novemberaufstand vor Warschau ausgezeichnet und erhielt dafür den Orden des heiligen Georg IV. Klasse. Bereits im Rang eines Kapitäns, wurde er bei der Erstürmung Warschaus schwer verwundet, worauf ihm der Kaiser eine Genesungsprämie iHv 4000 Rubel und eine jährliche Rente iHv 750 Rubel gewährte. 1832 stand er wieder bei seinem Regiment und avancierte 1837 zum Oberst. Er wurde gegen Ende des Jahres 1838 zum Polizeichef von Riga ernannt. 1847 stieg er zum Generalmajor auf. Er wurde 1848 vertretungsweise für General Alexander Karlowitsch Lieven (1801–1880) Kommandant von Taganrog und erhielt 1849 schließlich seine Anstellung als Direktor der Rechtsschule in St. Petersburg. Seine Beförderung zum Generalleutnant erfolgte 1856. Von seiner Kriegsverletzung und rheumatischen Anfällen gezeichnet, starb er während einer Genesungsreise in Frankreich.
Er war Inhaber des Virtuti Militari IV. Klasse (1831), des Sankt-Stanislaus-Ordens I. Klasse (1851), des Ordens der Heiligen Anna I. Klasse (1853), des Orden des Heiligen Wladimirs II. Klasse (1858) und des Ordens vom Weißen Adler (1865). Darüber hinaus war er seit 1860 korrespondierendes Mitglied der Gesellschaft für Geschichte und Altertumskunde der Ostseeprovinzen Russlands.

## Werke
Jasykow hat entsprechend seiner Lebensstationen, seiner Mehrsprachigkeit und seines historischen Interesses verschiedene einschlägige Schriften verfasst. Darunter Abhandlungen über den Zustand der baltischen Provinzen (1846), über den Hafenumbau in Taganrog (1848), über die Farben der russische Staatsflagge (1858), über das Anwesen Grusino des Grafen Araktschejew (1866; 1869), über die Geschichte des Bataillons der Großfürstin Katharina Pawlowna, Herzogin von Oldenburg (1868), über die Russische Kirche in Potsdam in den Jahren 1718 bis 1815 (1875) und neben weiteren über den Aufenthalt des Peters des Großen in Zaanstad und Amsterdam 1697 und 1717.